# Marcus Baylor

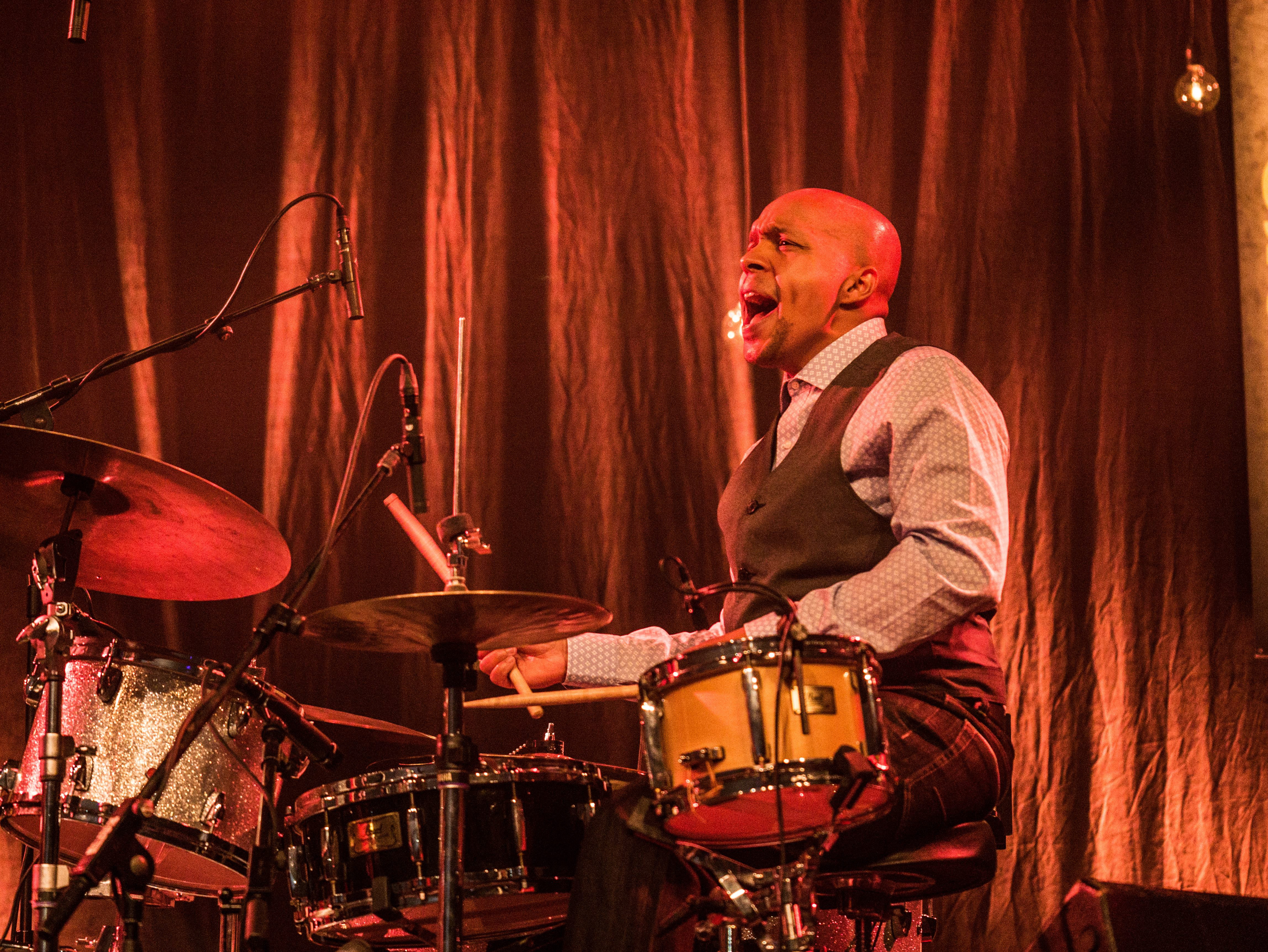
Marcus Baylor (2015)

Marcus Baylor (* in St. Louis, Missouri) ist ein US-amerikanischer Jazz-Schlagzeuger. Er war von 2000 bis 2010 Mitglied der Fusion-Band Yellowjackets. Seit 2011 spielt er in der Band Free Day.

## Werdegang als Musiker
Baylor begann mit zwei Jahren, Schlagzeug zu spielen. Erste Bühnenerfahrungen sammelte er durch Auftritte in der Kirche seines Vaters. Nach seinem Abschluss an der High School studierte er vier Jahre an der Mannes College of Music, wo er wichtige Kontakte knüpfte. Während seines zweiten Studienjahrs wurde er von Cassandra Wilson zu einer Audition eingeladen. Auf ihrem 1999 erschienenen Album "Traveling Miles" wirkte er als Schlagzeuger mit. Durch weitere Zusammenarbeit mit ihr gelang Baylor an den Saxophonisten Kenny Garrett, der ihn ebenfalls für Studioaufnahmen engagierte. Vor seinem Eintritt bei den Yellowjackets war er mit Größen wie Christian McBride und John Scofield auf Tour.
Marcus Baylor ist seit 2002 mit der ehemaligen Sängerin von Zhané, Jean Baylor geb. Norris, verheiratet, die ebenfalls in Baylors neuer Band Free Day singt.